# George Oliver
George Charles Oliver (18 de janeiro de 1883 — 20 de agosto de 1965) foi um golfista norte-americano que competiu no golfe nos Jogos Olímpicos de Verão de 1900, onde foi integrante da equipe norte-americana que conquistou a medalha de bronze. Ele terminou em trigésimo nesta competição. Na competição individual terminou em quinquagésimo na classificação e não avançou ao jogo por buraco.